# 太原路 (台中市)

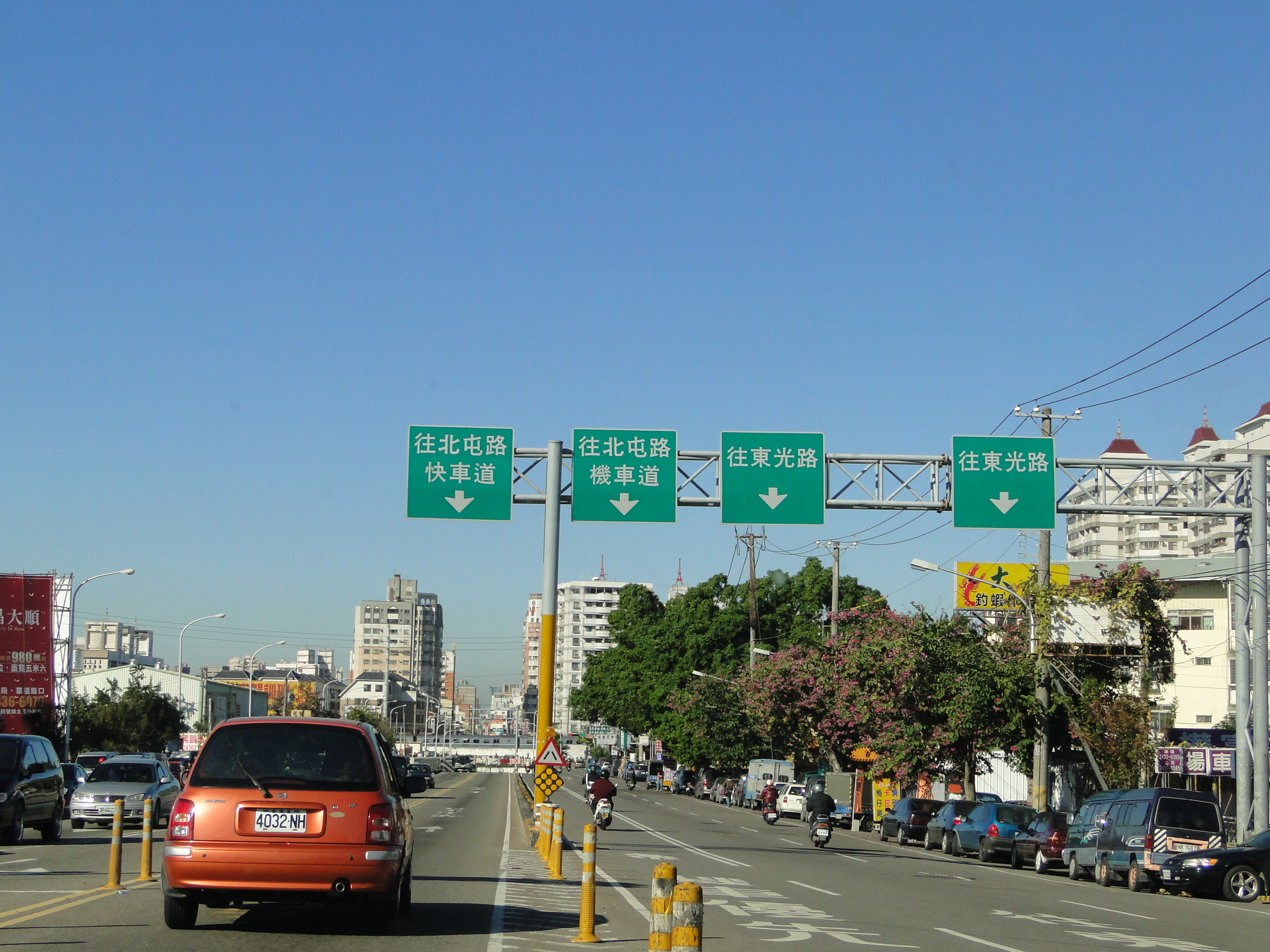
北屯區太原路一景，前方是太原路地下道與臺中線鐵路。

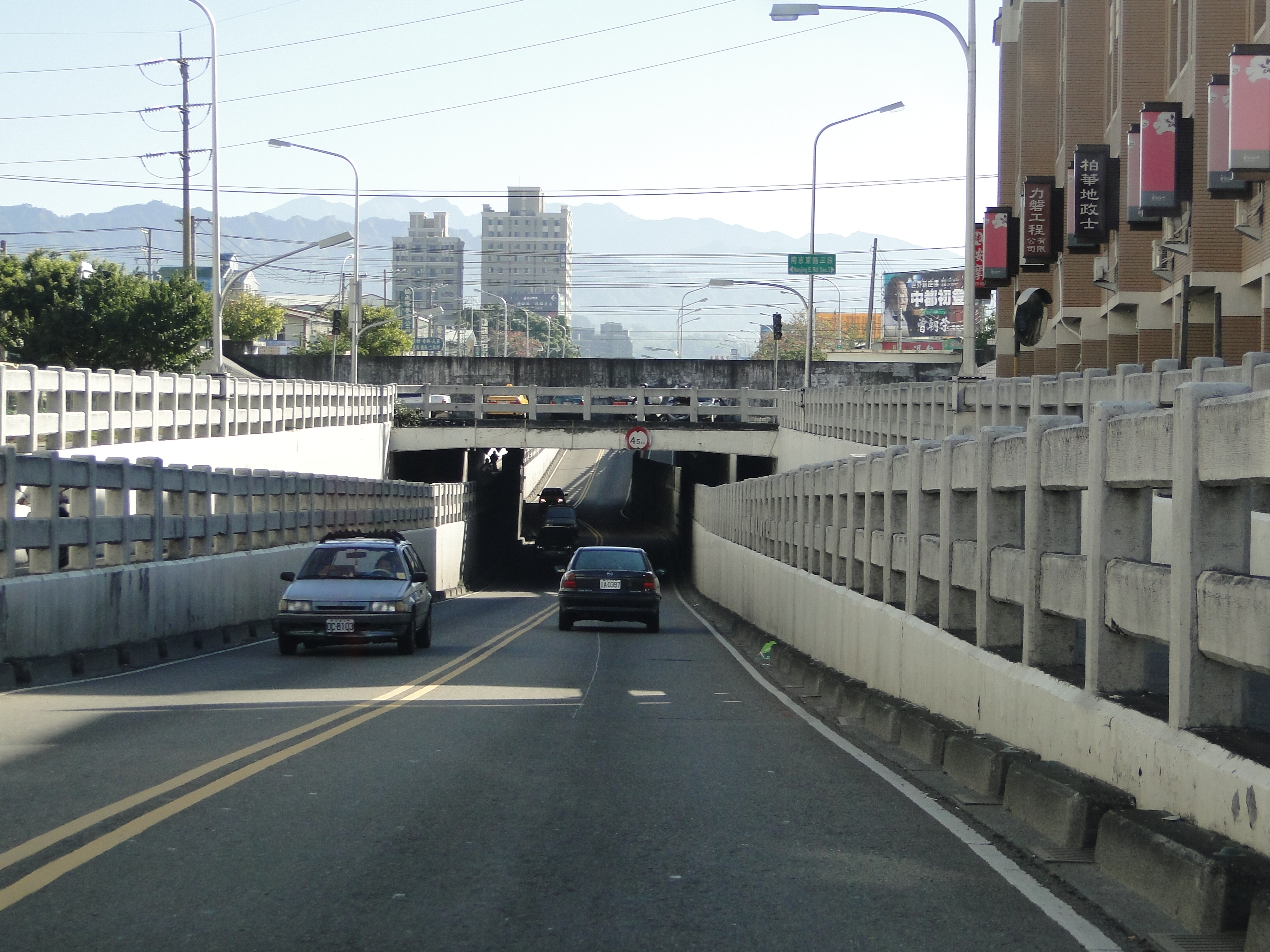
太原路穿越縱貫鐵路山線（臺中線）的地下道。

太原路為台灣台中市的重要道路之一，大致呈弧狀，共分三段。自臺灣大道接精誠路，向東北行至麻園頭溪後轉為東行，廍子路口後為市道129號路段，東接廓子巷至台中市太平區。

## 行經行政區域
（由西至東）
- 西區
- 西屯區
- 北區
- 北屯區

## 車道配置
- 臺灣大道─華美街：雙向二車道
- 華美街─中清路：東向二車道〈隔綠園道北方有太原北路，為西向二車道〉
- 中清路─柳陽東街：西向單車道，東向二車道，中央設有綠園道
- 柳陽東街─北屯路：雙向二車道
- 北屯路─東光路：雙向四車道（兩側車道尚未完工）
- 東光路─旱溪西路：雙向四車道，並設有雙向腳踏車專用道，中央為地下道主線
- 太原二號橋〈旱溪西路─旱溪東路〉：雙向四車道，並設有雙向腳踏車專用道
- 旱溪東路─弘光科技大學附設老人醫院：雙向四車道，並設有中央綠化安全島及雙向腳踏車專用道
- 弘光科技大學附設老人醫院─廓子巷：
  - 快車道：雙向四車道
  - 慢車道：雙向二車道
  - 設有中央綠化安全島、綠化之快慢車道分隔島及雙向腳踏車專用道

## 分段
太原路共分為三段，另有太原北路：
| 臺灣大道二段－華美街二段 | 太原路一段（雙向道路）       |
| 華美街二段－中清路一段   | 太原路一段（西向東單行道路） |
| 華美街二段－中清路一段   | 太原北路（東向西單行道路）   |
| 中清路一段－崇德路一段   | 太原路二段（雙向單行道路）   |
| 崇德路一段－柳楊西／東街 | 太原路三段（雙向單行道路）   |
| 柳楊西／東街－廓子巷     | 太原路三段（雙向道路）       |

## 本道路客運
- 台中客運：15
- 中台灣客運：20
- 統聯客運：81、85
- 總達客運：246

## 沿線設施
（由南至東）
| |                                     | |  |
| 一段 臺灣大道二段（臺灣大道幹線公車忠明國小站） - 長榮桂冠酒店 - 忠明國小 西屯路二段 - 運動家大飯店 - 麻園頭溪 - 中華國小 | 二段 - 梅川 - 賴厝國小 - 北區區公所 | 三段 - 柳川 北屯路 - 太原車站 - 大台中環保市場 - 北屯上天宮 - 太原車站 - 東光路 - 旱溪 - 東山高中 - 軍功路一段／樹德路 - 環中東路 中彰快速道路24 太原太原交流道 - 臺中市立老人復健綜合醫院（預定地） - 澄清復健醫院 - 弘光科技大學附設老人醫院 - 大里溪 |  |